# Натюрморт с кувшином и драпировкой
Натюрморт с кувшином и драпировкой (фр. Rideau, Cruchon et Compotier ) — картина французского художника Поля Сезанна, написанная в 1893—1894 годах. Считается самым дорогим натюрмортом, проданным на аукционе.

## История владения
10 мая 1999 года картина была продана на аукционе «Сотбис» за 60 502 500 долларов.